# لويس سميث (لاعب جمباز فني)
لويس سميث (بالإنجليزية: Louis Smith) هو لاعب جمباز فني بريطاني، ولد في 22 أبريل 1989 في بيتربرة في المملكة المتحدة.

## وصلات خارجية
- لويس سميث على موقع الاتحاد الدولي للجمباز (licence) (الإنجليزية)
- لويس سميث على موقع الاتحاد الدولي للجمباز (biography) (الإنجليزية)
- لويس سميث على موقع اللجنة الأولمبية الدولية (الإنجليزية)
- لويس سميث على موقع أوليمبيديا (الإنجليزية)
- لويس سميث على موقع اللجنة الأولمبية البريطانية (الإنجليزية)
- لويس سميث على موقع اتحاد ألعاب الكومنولث (مؤرشف) (الإنجليزية)
- لويس سميث على موقع دورة ألعاب الكومنولث 2006 (مؤرشف) (الإنجليزية)